# Prinzenpalais (Schleswig)

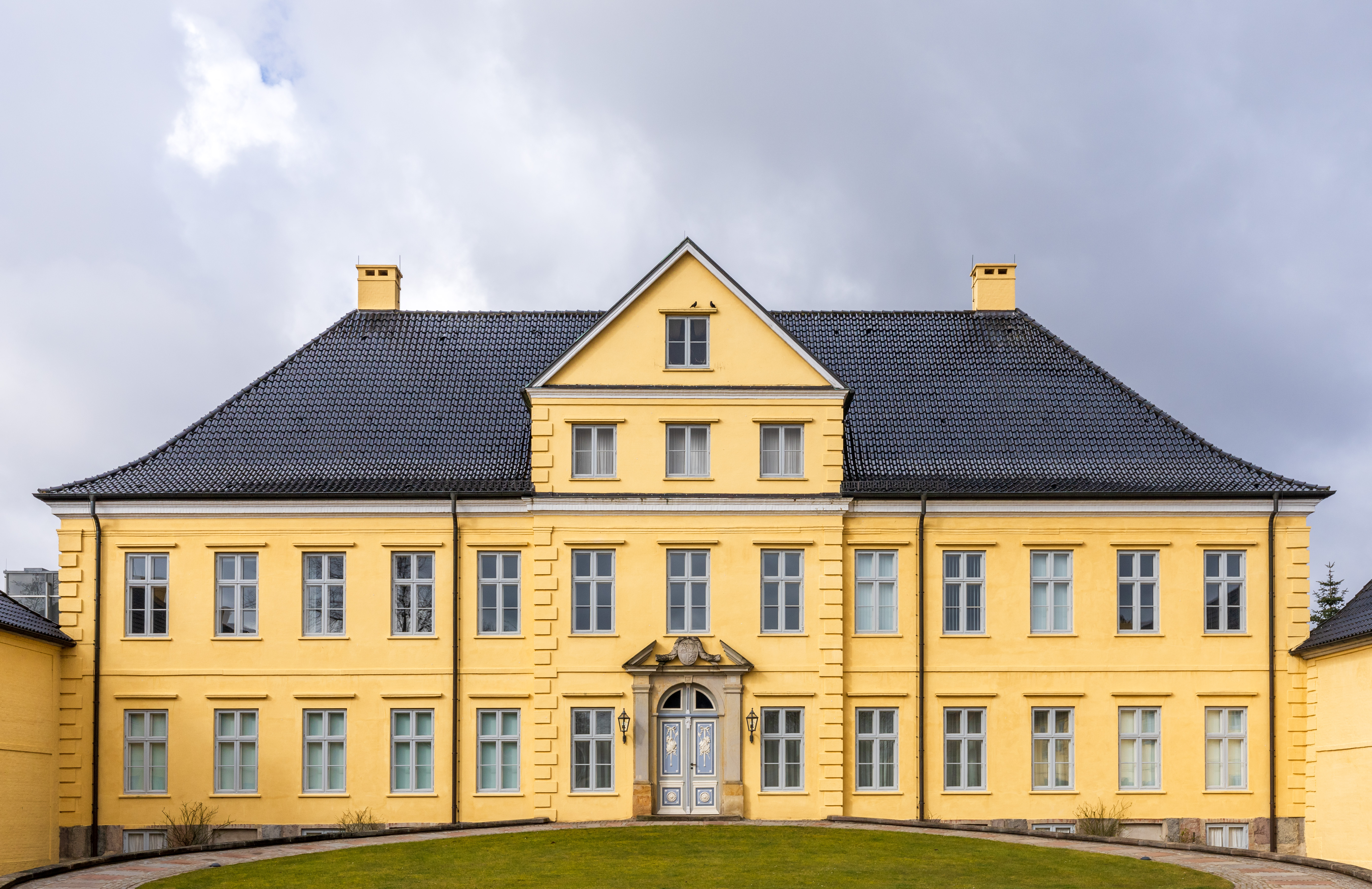
Prinzenpalais

Das Prinzenpalais ist ein historisches Gebäude in Schleswig.

## Geschichte

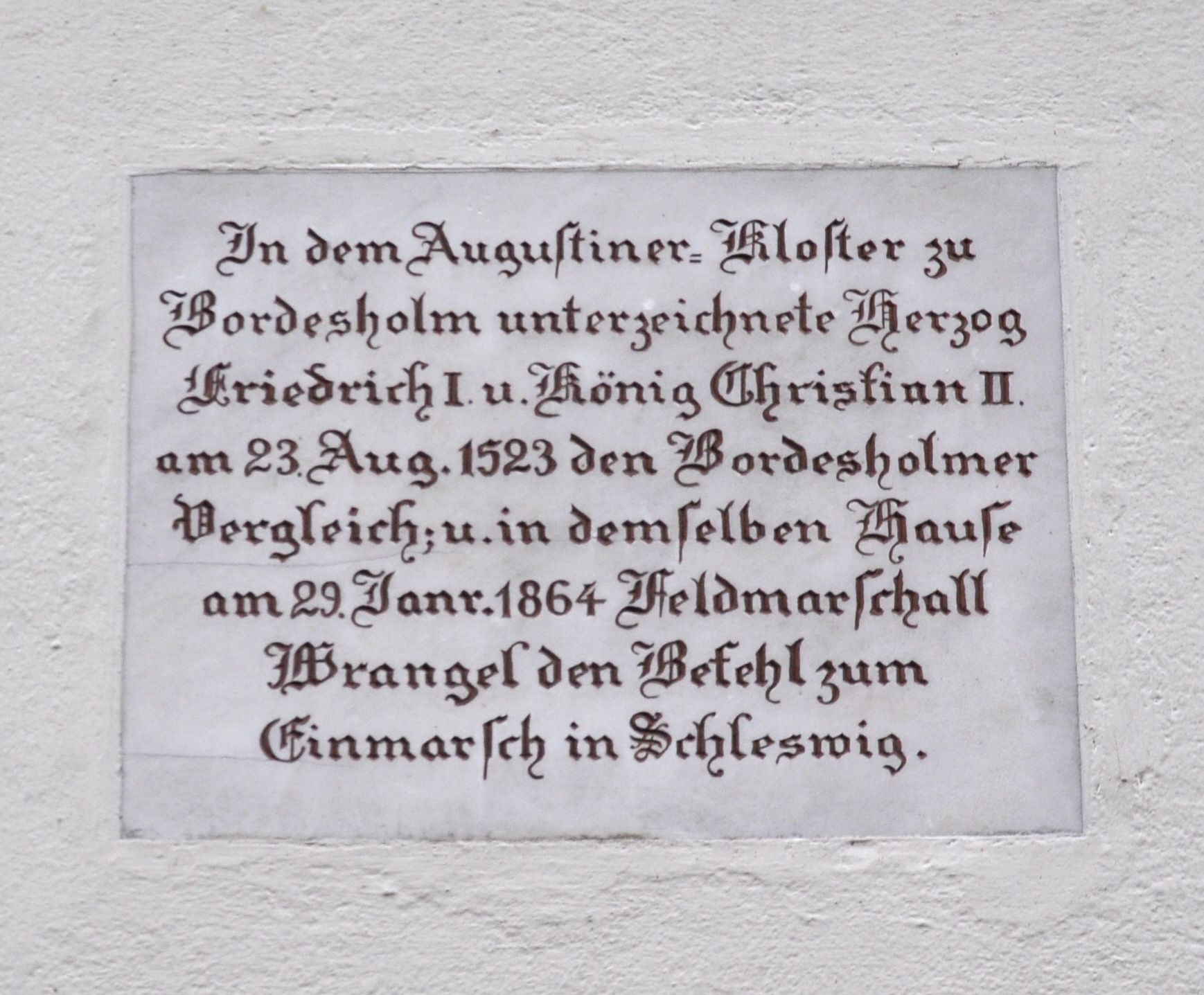
Wandtafel im Kloster Bordesholm

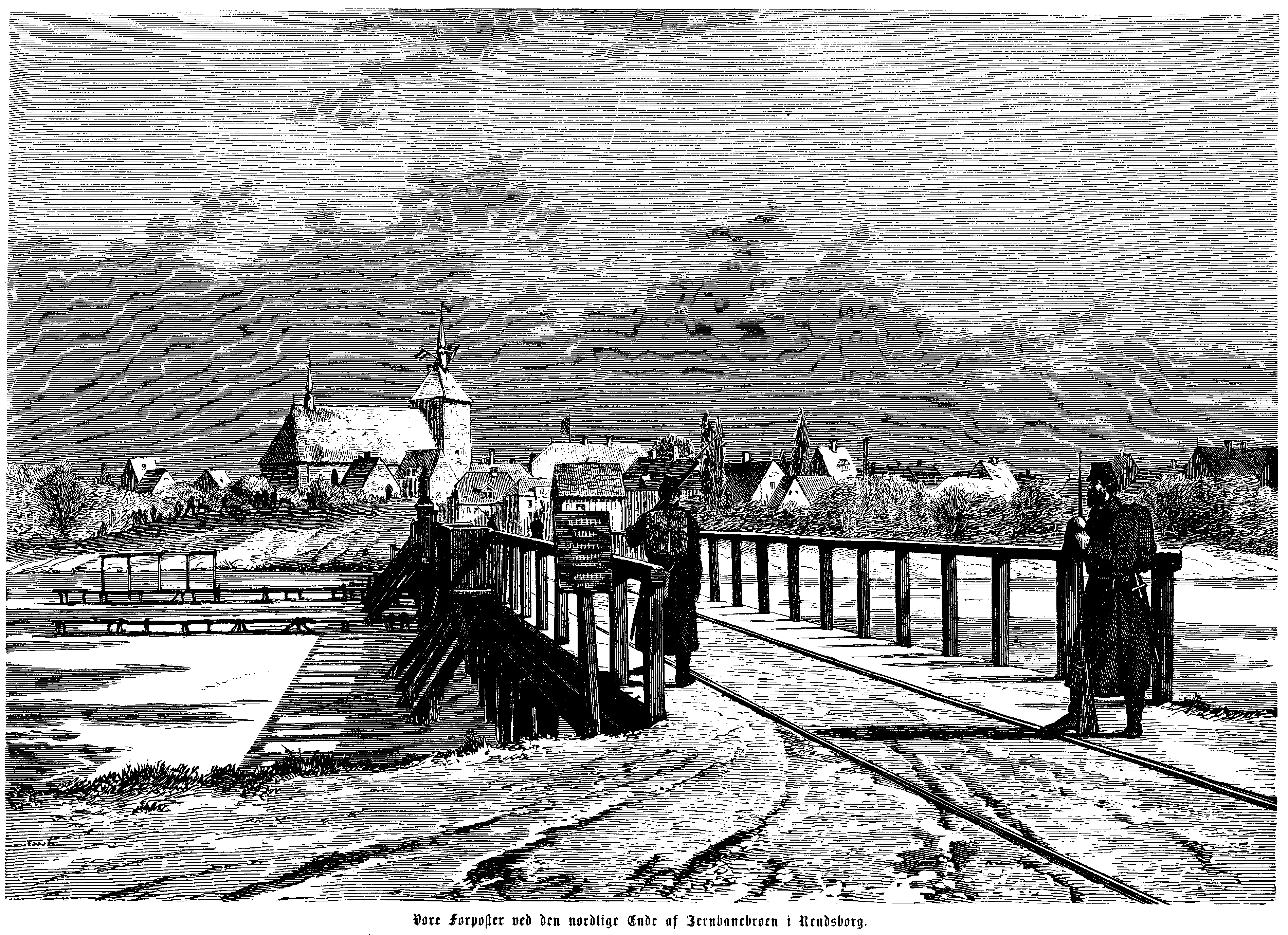
Nach der Bundesexekution gegen die Dänen in den Herzogtümern Holstein und Lauenburg stehen im Januar 1864 dänische Wachen an der Brücke zur Eider und markieren die Trennung von Holstein und Schleswig (Up ewig ungedeelt), im Hintergrund Rendsburg mit schleswig-holsteinischen Flaggen geschmückt

Das Gebäude wurde um 1700 für die Geheimrätin von Buchwaldt errichtet. Vorher stand an dieser Stelle das fürstliche Amtshaus. Frau von Buchwaldt verkaufte das Grundstück an den gottorfischen Hofmarschall Georg Heinrich von Görtz, der dem Haus seine noch heute vorhandene Struktur gab, in dem er dem Mittelbau die beiden Seitenflügel anfügte. Es handelt sich um ein dreiflügliges barockes Herrenhaus mit einer klassizistischen Fassade aus späterer Zeit, das heute in Schleswig nach einem der früheren Eigentümer, dem Prinzen Friedrich Emil August aus der Augustenburger Linie des Hauses Schleswig-Holstein-Sonderburg, als Prinzenpalais bezeichnet wird. Im März 1848 wurde dieser Kriegsminister der provisorischen schleswig-holsteinischen Regierung und er befehligte bis zum 7. April 1850 die Schleswig-Holsteinische Armee im Schleswig-Holsteinischen Krieg. Nach der verlorenen Schleswig-Holsteinischen Erhebung gegen das Königreich Dänemark musste er 1851 ins Exil gehen.

### Hauptquartier des Obergenerals der dänischen Armee

#### Anfang der Kampfhandlungen im deutsch-dänischen Krieg

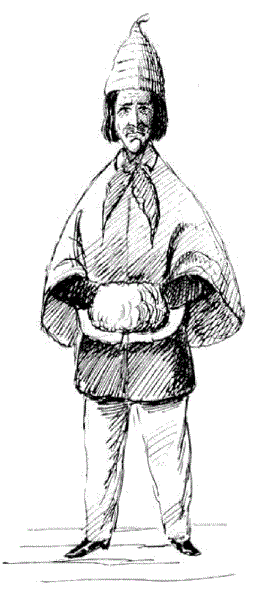
De Meza wie er den beiden Parlamentären am 31. Januar 1864 gegenübertrat, mit Pudelmütze, Poncho, Schal und Muff gemalt von Premier-Lieutenant von Gottberg in der Verhandlungspause

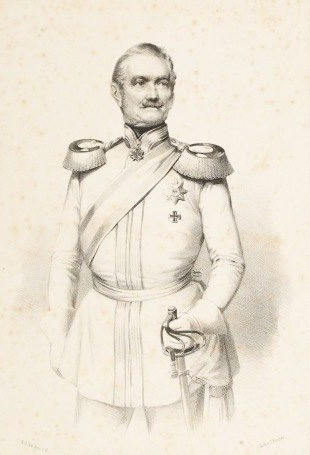
Friedrich von Wrangel wollte vor dem Waffengang genau wissen, ob dieser wirklich nötig war. Dafür nahm er in Kauf den Gegner zu alarmieren

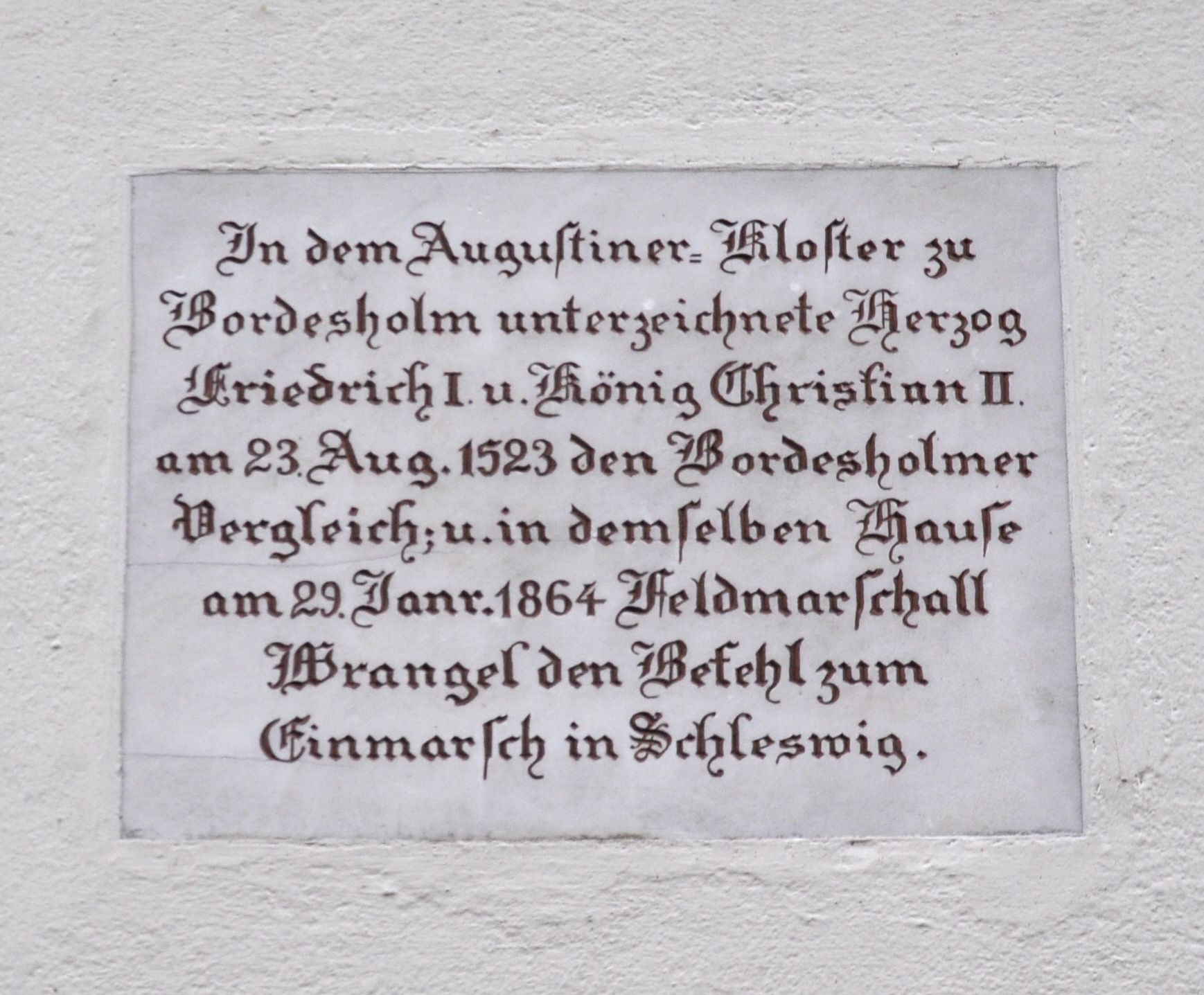
Erinnerung am ehm. Kloster Bordesholm, dem Hauptquartier von Wrangel

Das Palais wurde von der dänischen Besatzungsarmee beschlagnahmt und diente fortan als Hauptquartier im Deutsch-Dänischen Krieges des Oberbefehlshabers in Schleswig. Hier nahm am frühen Morgen des 31. Januar 1864 der dänische Generalleutnant Christian Julius de Meza einen Brief durch die Parlamentäre Major von Stiehle und Premier-Lieutenant von Gottberg von Generalfeldmarschall Friedrich von Wrangel entgegen. Die beiden Offiziere gehörten dem Generalstab Wrangels an, der nicht zufällig sein Hauptquartier im Kloster Bordesholm bezogen hatte, jenem Ort in der 1522 der Bordesholmer Vergleich über die Neutralität Schleswig und Holsteins geschlossen wurde. Major von Stiehle war à la suite des Generalstabe der Armee und Adujdant beim Gouvernement von Berlin und Premier-Lieutenant von Gottberg war vom Litthauisches Ulanen-Regiment Nr. 12. 

„Der unterzeichnete Königlich Preussische General-Feldmarschall und Oberbefehlshaber der vereinigten Preussisch-Oesterreichischen Armee, Freiherr von Wrangel, beehrt sich dem HöchstKommandirenden der Königlich Dänischen Truppen im Herzogthum Schleswig, Herrn Generallieutenant de Meza, Excellenz, die folgende ganz ergebenste Mittheilung zu machen.
 
Durch eine am 16ten Januar d. J. von den Gesandten von Preussen und Oesterreich übergebene Note, deren Abschrift der Unterzeichnete beizufügen sich beehrt, haben die genannten beiden Regierungen an das Königlich Dänische Gouvernement die Aufforderung gerichtet, die gemeinsame Verfassung für das Königreich Dänemark und das Herzogthum Schleswig vom 18ten November v. J. wieder aufzuheben und dadurch den früheren status quo wieder herzustellen.

Da diese Aufforderung durch eine Note des Königlich Dänischen Herrn Ministers der auswärtigen Angelegenheiten, vom 18ten desselben Monats, ablehnend beantwortet und auch seitdem die Aufhebung der Verfassung nicht erfolgt ist, so ist nunmehr der in der gedachten Note vorgesehene Fall eingetreten, dass die beiden deutschen Mächte sich genöthigt sehen, die ihnen zu Gebote stehenden Mittel zur Herstellung des status quo und zur Sicherung der vertragsmässigen Rechte des Herzogthums Schleswigs in Anwendung zu bringen.
In diesem Sinne hat der Unterzeichnete den Befehl erhalten, das Herzogthum Schleswig mit den unter seinem Kommando vereinigten Preussischen und Oesterreichischen Truppen zu besetzen und die einstweilige Verwaltung desselben zu übernehmen.
Indem der Unterzeichnete sich beehrt, des Herrn Generallieutenant de Meza Excellenz hiervon ganz ergebenst im Kenntniss zu setzen, knüpft er daran das Ersuchen, ihn umgehend zu benachrichtigen, ob derselbe den Befehl hat, das Herzogthum Schleswig zu räumen und die Königlich Dänischen Truppen aus den Grenzen desselben zurückzuziehen.
Er ergreift zugleich diesen Anlass, um den Herrn Generallieutenant de Meza die Versicherung seiner ausgezeichnetesten Hochachtung auszusprechen.

Der General-Feldmarschall und Oberbehfehlshaber der alliirten Armee 

     Wrangel“

 Parallel und simultan (morgens des 31. Januar 1864) dazu erklärten Österreich und Preußen die geplante Besetzung Schleswigs gegenüber den übrigen Signatarmächten des Londoner Protokolls, dem Vereinigten Königreich, Frankreich, Russland und Schweden, die dann ohne weitere Kriegserklärung ab dem 1. Februar 1864 erfolgte. Laut Wachbuch des dänischen Oberkommandos war es 7:30 Uhr als die beiden Parlamentäre am Prinzenpalais eintrafen. Die dänische Wache salutierte vorschriftsmäßig. Dem Protokoll gemäß mussten die beiden Parlamentäre eigentlich einem hochrangigen Offizier vorgestellt werden. Aber der Stabschef Oberst Kauffmann und andere Offiziere waren unterwegs die Verteidigungsanlagen entlang der Schlei zu inspizieren. So wurden die beiden Parlamentäre direkt dem Generalobersten de Meza vorgestellt. Der exzentrisch Generalleutnant trug auch diesen Morgen seinen roten türkischen Fes und über der Uniformjacke einen schweren Schlafrock, der Kälte wegen. In dem Brief ließ Wrangel seinem Gegner kundtun, dass er beauftragt sei das Herzogtum Schleswig zu besetzen und fragte gleichzeitig nach, ob dieser instruiert sei, sich aus dem Herzogtum zurückzuziehen. Die Szene wird in dem Fernsehfilm 1864 dargestellt. Bei Theodor Fontane ist es nur ein Parlamentär: Gustav von Stiehle:

„Major von Stiehle, mit Überbringung dieses Schreibens beauftragt, passierte am Morgen des 31. (Januar 1864 Anm. d. Verf.) die Eider. Ungehindert durch dänische Wachtposten, legte er den Weg, der ihn mitten durch die formidablen Verschanzungen des Dannewerks hindurchführten, in einen offen Wagen zurück und hielt alsbald, nachdem er von den Bewohnern der schleswiger Vorstadt Friederichsberg mit lautem Jubel begrüßt worden war, vor dem ehemaligen Palais des Prinzen von Noer (dicht bei Schloss Gottorp), worin General de Meza sein Hauptquartier aufgeschlagen hatte. General de Meza empfing das Schreiben des Feldmarschalls aus den Händen des Majors, las,  zuckte zusammen und suchte die Überraschung , die er nicht ganz Herr werden konnte, hinter dem entfalteten Schreiben zu verbergen. Rasch sich wieder fassend, antwortete er mit jener Festigkeit, wie sie dem bewährten Soldaten geziemt: ‚Will der Feldmarschall Gewalt anwenden, - nun wohl, hier stehen wir und sind bereit, ihn mit den Waffen zu empfangen.‘“

Die deutschen Offiziere wünschten aber eine schriftliche Antwort, um jedes Missverständnis auszuschließen, die der dänische Generalleutnant auch innerhalb von 6 Stunden zusicherte. Die beiden Unterhändler warteten die Antwort in einem nahe gelegenen Hotel ab. Dort skizzierte Premier-Lieutenant von Gottberg auch den skurrilen De Meza. Dann wurden sie zurückbeordert: Das Antwortschreiben war von einem Unterleutnant des kartographischen Dienstes Louis la Maire in lateinischer Schreibschrift abgefasst worden. Da der Marschall Wrangel nur die Deutsche Kurrentschrift lesen konnte, wurde angeregt den Ein-Satz-Brief so zu gestalten. So wurde der Brief erneut aufgesetzt. Um 15:30 wurde die Antwort in der erwünschten Schrift übergeben und zwei Preußen verließen das Prinzenpalais wieder – diesmal, ohne dass die Wachen grüßten. Auch das harsche Antwortschreiben war ohne die üblichen Höflichkeitsfloskeln in nur einem kargen Telegrammstil formuliert und sollte wohl wie eine selbstbewusste Drohung an Wrangel wirken.

„Der Unterzeichnete, der eben so wenig das Recht der preussischen und oesterreichischen Truppen irgend einen Theil des dänischen Reichs zu besetzen, als die Folgerichtigkeit des dem Schreiben Ew. Excellenz vom 30sten Januar beigefügten Documents nach seinem Inhalt anzuerkennen vermag, auch von seiner Regierung eine der Zumuthung Ew. Excellenz ganz entgegengesetzte Instrux hat, steht bereit jeder Gewaltthat mit Waffen zu begegnen.“

Der Feldmarschall Wrangel empfing das Schreiben de Meza noch am Nachmittag desselben Tages. Er hatte am 31. Januar sein Hauptquartier vom Kloster Bordesholm nach Emkendorf verlegt und wartete in Rendsburg auf die Parlamentäre. Die Befehle waren bereits am 29. Februar Bordesholm ausgefertigt und verteilt worden; nun wollte er keine Zeit mehr verlieren. Das winterliche Wetter und der starke Frost begünstigte seine Pläne: Es ermöglichte eine Umgehung über die zugefrorenen Flüsse und Gewässer der Eider, Treene und der Schlei. Um 17.30 empfing der Telegraph das vereinbarte Kommando Wrangels an alle Truppenteile zum Überschreiten der Eider und zum Angriff. Es lautete: „In Gottes Namen drauf!“

#### Der letzte Besuch des dänischen Monarchen in Schleswig
Auch De Meza berichtete am 31. Januar 1864 vom Schreiben Wrangels an den König in Kopenhagen. Es war nun überhaupt kein Zweifel, dass der Kampf um das Herzogtum Schleswig, wie auch der Stadt unmittelbar bevorstand. Christian IX., selbst in Schleswig geboren, glaubte durch einen Besuch an der Front die Kampfmoral seiner Truppe heben zu können. Dieser hatte gerade vor drei Wochen die Stadt besucht und im Schleswiger Dom zusammen mit seinem Sohn das Grab seines Vaters besucht. Doch jetzt, zum dänischen Monarchen aufgestiegen, empfanden die Schleswiger ihn mehr als Unterdrücker. Auf den Straßen hatte keiner ihn gegrüßt. Dennoch wollte er den Besuch wiederholen. Premierminister Monrad willigte zum Herzenswunsch des Monarchen ein, wenn er versprach, diese Gelegenheit nicht dahingehend zu benutzen, sich in militärische Belange einzumischen. So traf der König mit seinem Premierminister am 3. Februar 1864 in der Stadt ein. Er wurde mit Kanonendonner von den Schanzen in Oberselk und Lottorf begrüßt und fand die Truppe wie auch die Befehlshaber in voller Zuversicht über die militärische Lage vor. De Meza selbst versicherte dem König mehrmals, dass er das verstärkte Danewerk für unüberwindbar halte. Als dann am 4. Februar die preußische Beschießung des Schanzwerks von Fahrdorf begann und auch in der Nähe von Schloss Gottorf, dem Aufenthaltsort des Königs, einige Geschosse niedergingen, riet Monrad doch zur Abreise des Monarchen. Auch Oberst Kauffmann pflichtete zu diesem Schritt bei. So verließ der Monarch schon am 5. Februar 1864 wieder die Stadt, wohl kaum ahnend, dass er sie nie wieder betreten sollte. Vor der Abreise versicherten De Meza und Kauffmann nochmals dem König die Unüberwindbarkeit des Walles, der bis zum letzten Blutstropfen verteidigt werden sollte. Der Monarch reiste über Flensburg nach Sonderburg, wo er im Schloss Sonderburg nächtigten wollte. Dort gerade angekommen, erfuhr er über den Telegraphen, dass De Meza und sein Stab beschlossen hatten, das Danewerk zu räumen.

#### Der letzte Kriegsrat von de Meza
Am 5. Februar nachmittags um 5 Uhr hielt Generalleutnant de Meza hier mit allen befindlichen Generälen und höheren Offizieren seinen letzten Kriegsrat ab. In dieser Stunde war es den dänischen Offizieren klar, dass mindestens 23000 Preußen bei Arnis über die Schlei gehen würden, 26000 Preußen und Österreicher vor dem Danewerk stehen und 11000 Preußen bei Missunde. Diese 10 Offiziere waren:

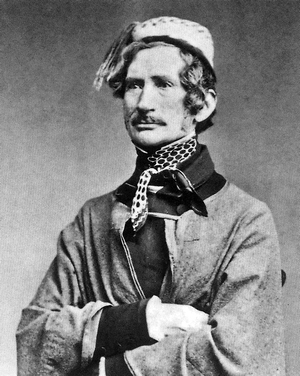
Obergeneral Generalleutnant de Meza, Oberkommandierender
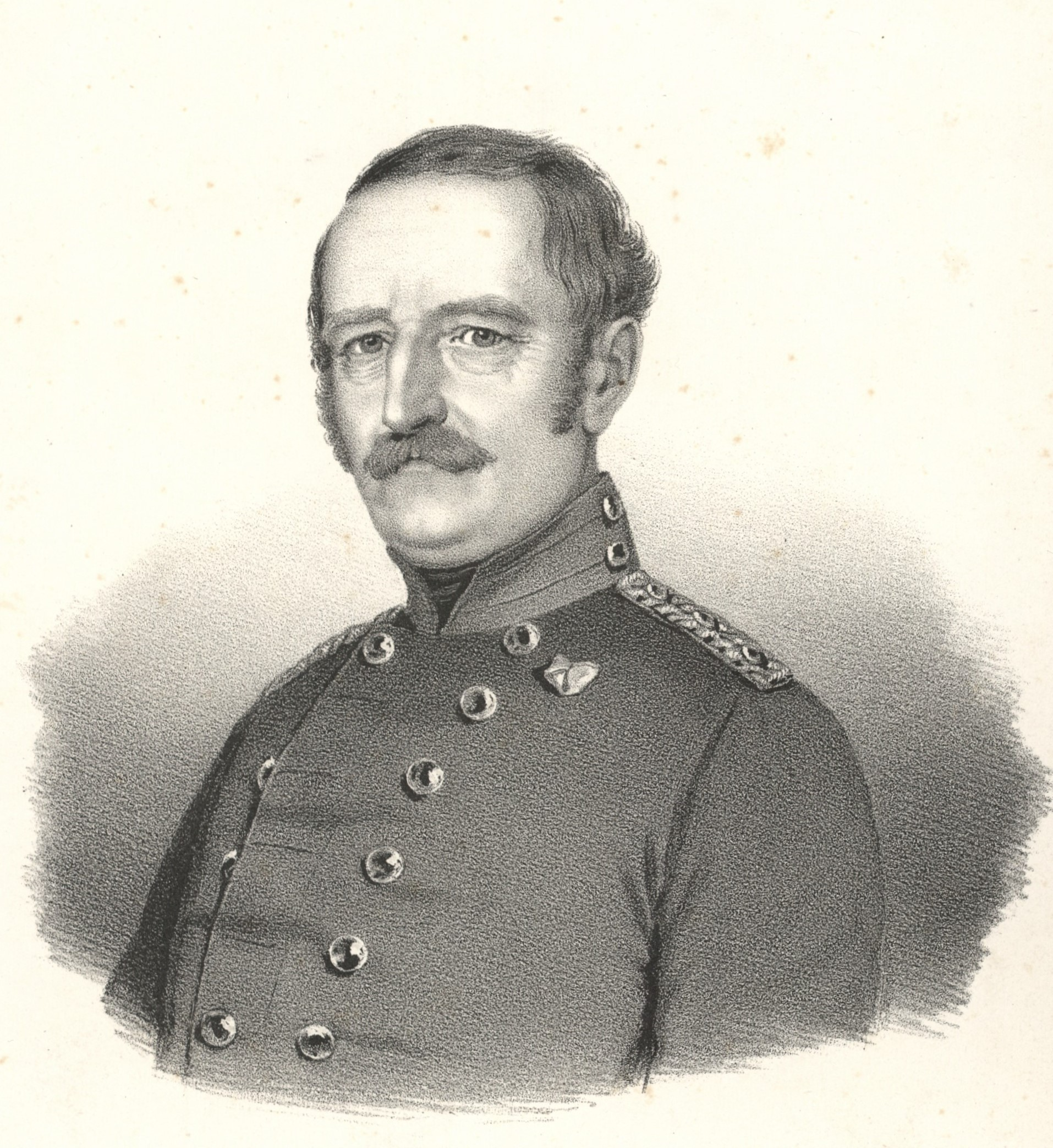
Generalleutnant Lüttichau, Kommandierender der Artillerie
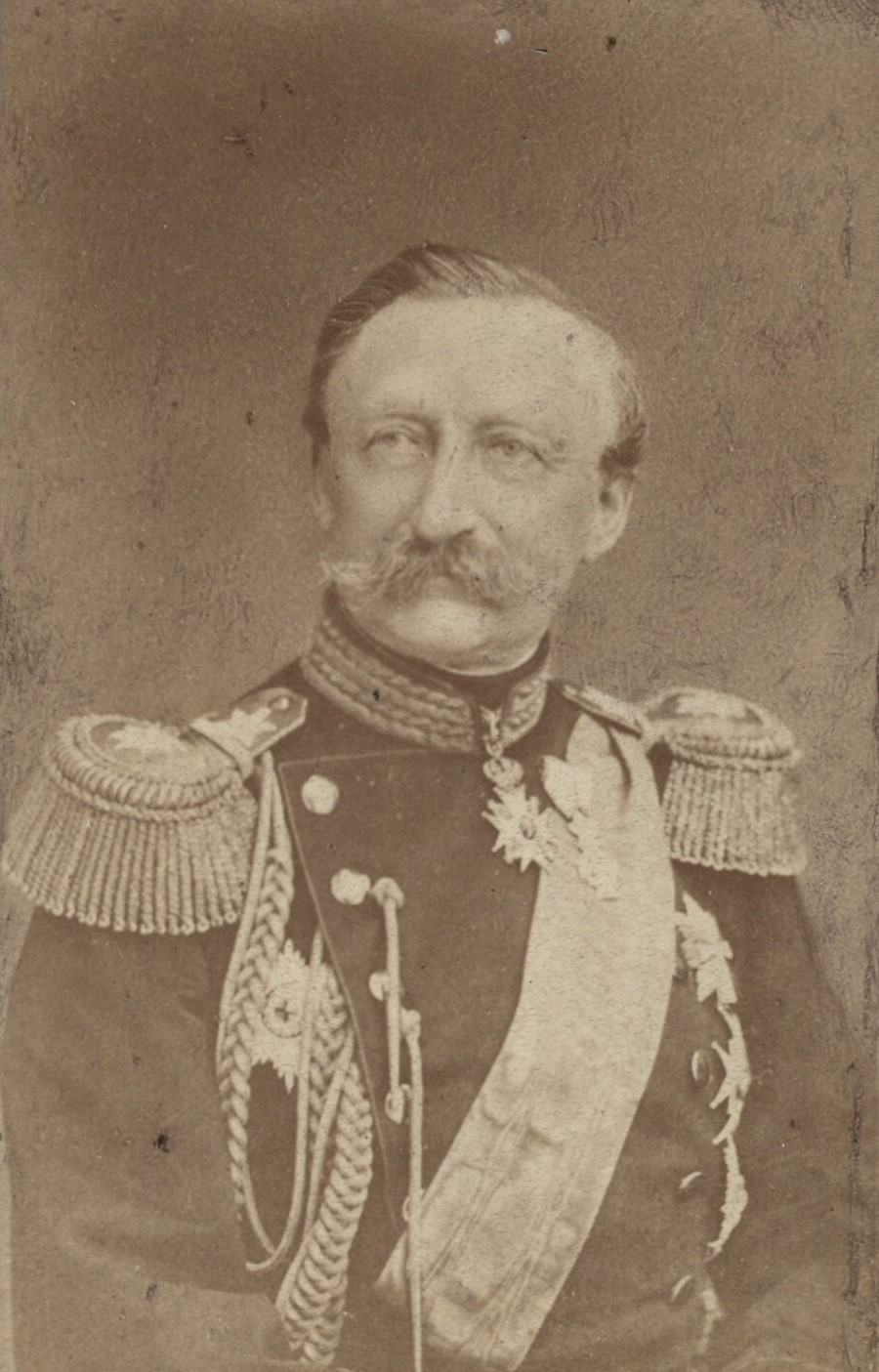
Generalleutnant Hegermann-Lindencrone, Kommandierender der 4. Division
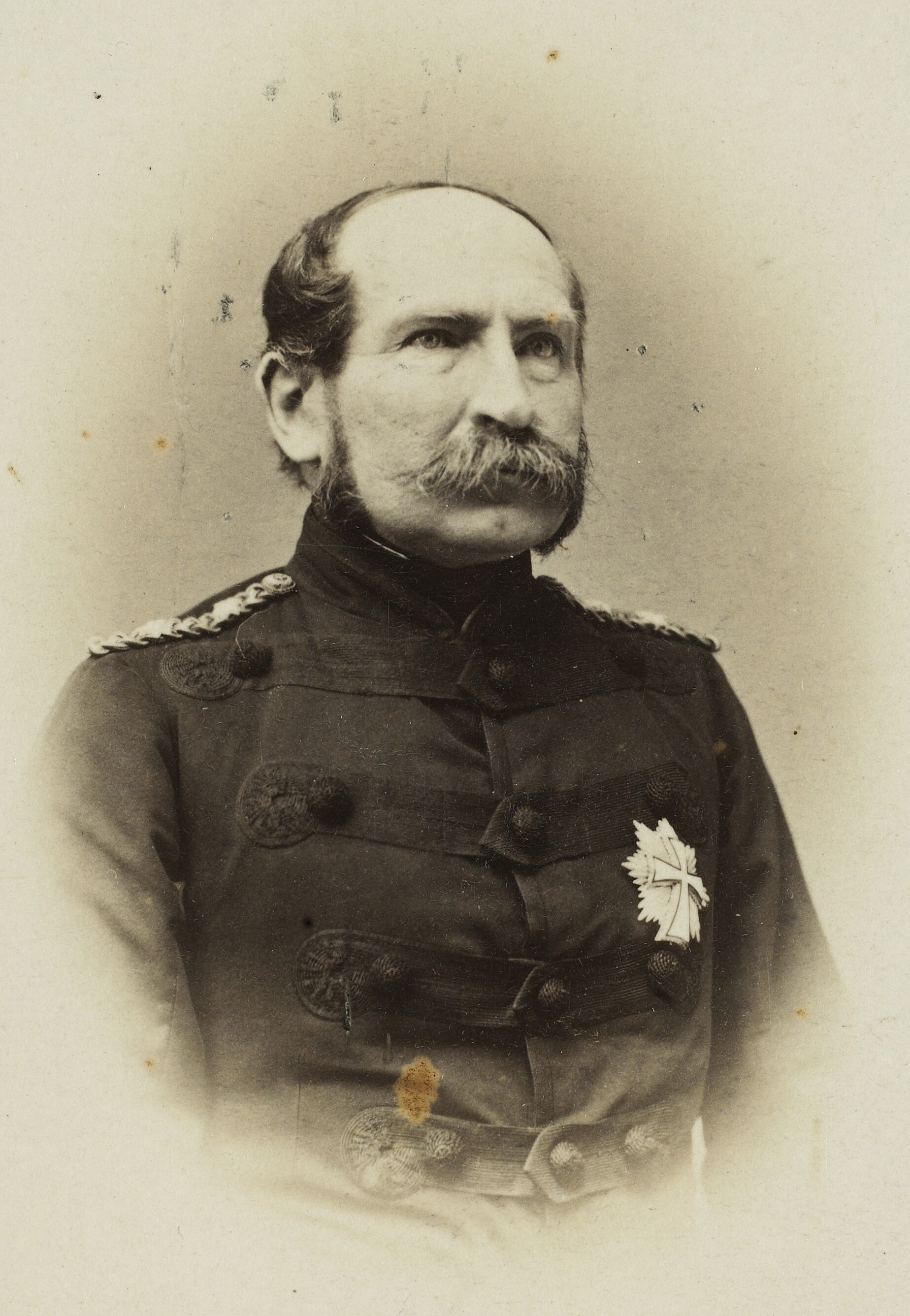
Generalmajor Steinmann, Kommandierender der 3. Division
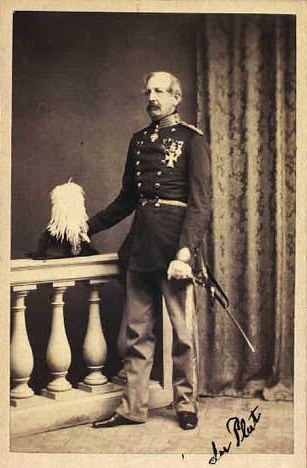
Generalmajor du Plat, Kommandierender der 2. Division
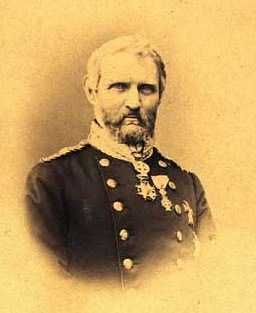
Generalmajor Frederik Carl Vilhelm Caroc, Kommandierender der Infanterie Reserve
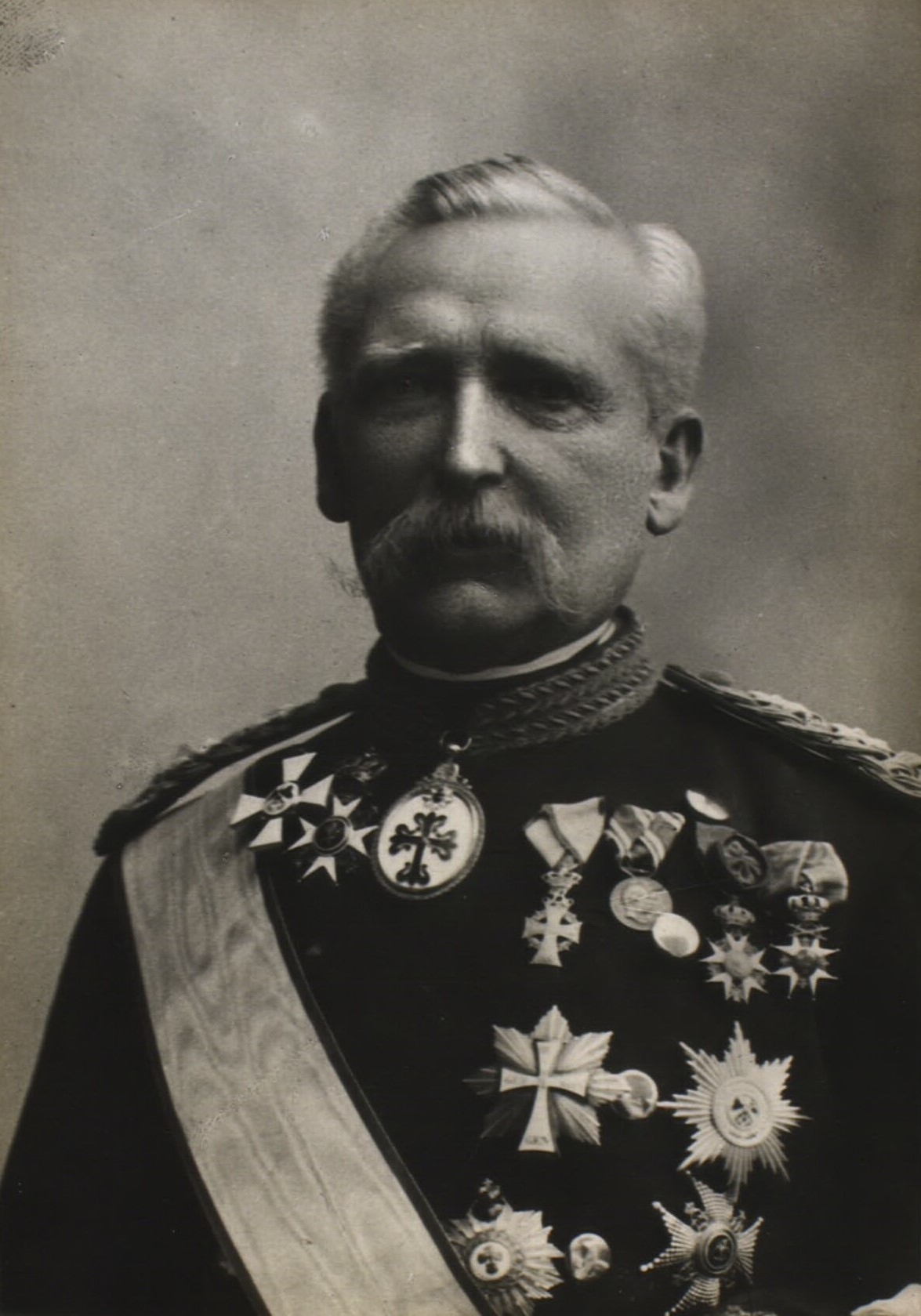
Oberst Kauffmann, Stabschef von De Meza
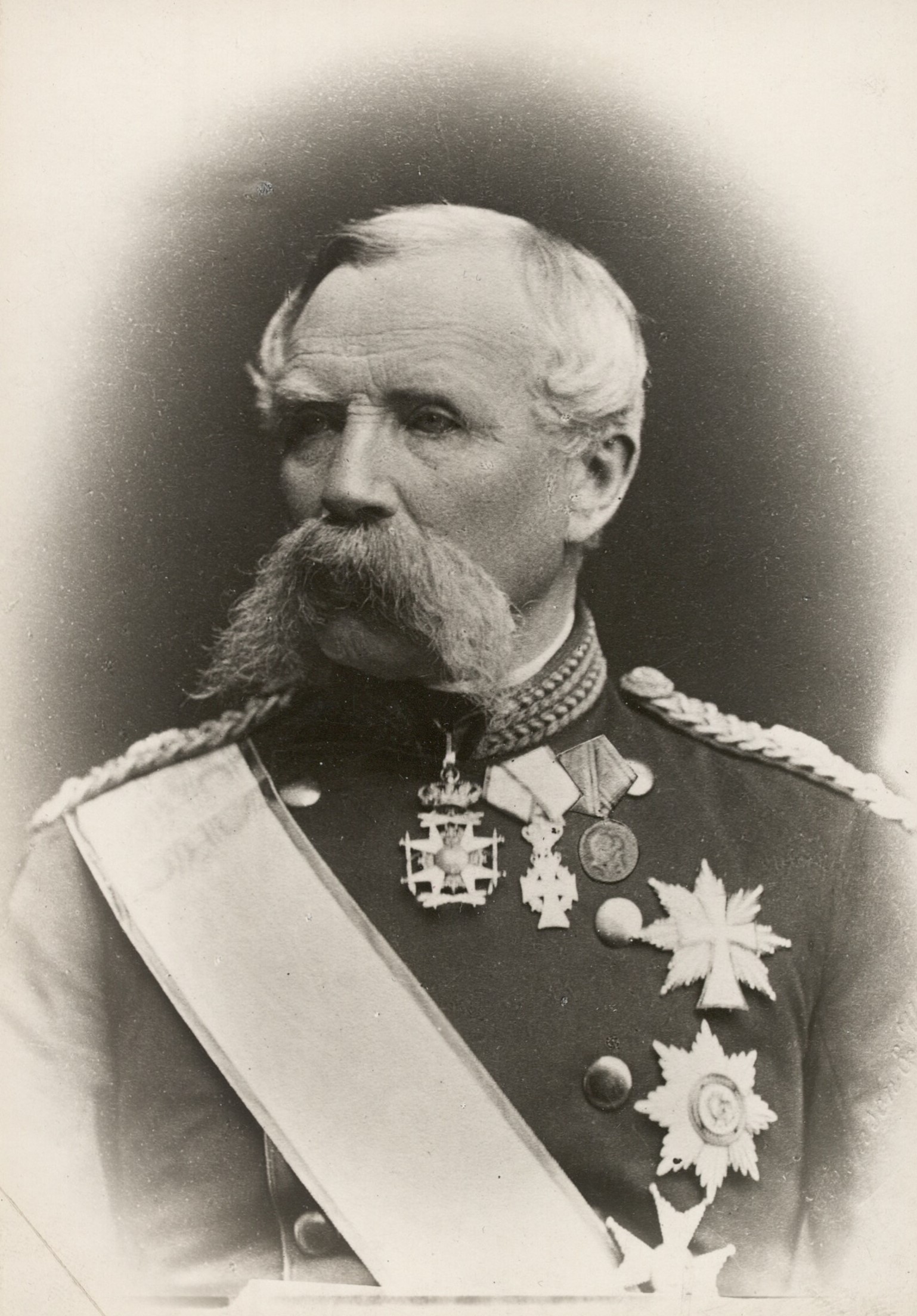
Oberstleutnant Dreyer, Kommandeur der Pioniere
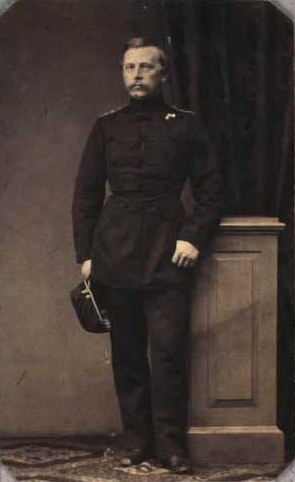
Kapitän von Rosen, mit Vorarbeiten zur Konferenz beschäftigt

Ferner:

• Major Schröder

• Major Wegner

Man beschloss vom Danewerk abzurücken. Der Beschluss wurde um 18. Uhr fast einstimmig gefasst, nur Generalleutnant Lüttichau erhob Einwände. Als Artillerie-Offizier wollte er die Geschütze nicht aufgeben.
Die Motivation dieses Beschlusses wurde in sieben Punkten dargelegt:
 In Anbetracht,
1. dass die Haltbarkeit der Danewerkstellung auf dem Hindernis beruht, welche die Eider, die Schlei und die Überschwemmungen gewährt. Das aber das Hindernis der Schlei zurzeit nur eine Rinne ist und das Verfahren des Aufeisens in unmittelbarer Nähe des Feindes unmöglich ist.
2. dass Kampieren und Biwakieren in den wichtigen Abschnitten in dieser Jahreszeit unmöglich ist.
3. dass zu Verteidigung der Stellung eine Armeestärke von 40 – 50000 Mann notwendig sind, die gegenwärtige Stärke bei 35000 Mann liegt.
4. dass die Zusammensetzung und Ausbildung der Armee unzureichend sind.
5. dass der Feind mindestens 50000 Mann versammelt hat, und damit das Terrain besetzt hat, welches zur Sicherung durch unsere Vorposten besetzt werden sollte und welches kaum wiedergewonnen werden kann. Auch hat der Feind schon seine Artillerie etablieren können.
6. dass ein geordneter Rückzug nach den Durchbruch unmöglich ist.
7. dass die Instruktion des Kriegsministeriums vom 22. Januar 1864 an den Obergeneral als Bedingung für den Widerstand verlangt, den Kampf nicht so weit fortzusetzen, dass das Dasein des Heeres als Heer kompromittiert werde.

Aus all dem zog man den Schluss, dass eine freiwilliger Rückzug mit Hinterlassung alles in den Stellungen befindliche Materials in den frühen Morgenstunden des 6. Februars erfolgen sollte. So zog die dänische Armee am 6. Februar 1864 mit ihrem Obergeneral Generalleutnant endgültig ab. Er gab den Befehl zur kampflosen Räumung und ließ gewaltige Werte zurück: 135 Geschütze, 113 Zentner Pulver, 136.000 Schuss Munition, große Mengen an Werkzeug, Decken, Stroh, Heu, Holz und Speck.

### Weitere Nutzung
Das Gebäude wurde ab 1867 als Landesarchiv Archivgut des Landesteils Lübeck genutzt.
Im Jahr 1912 erwarben die Brüder Adolf Flenker und Hermann Flenker das Gebäude, woraufhin dieses durchgehend als Familienwohnsitz und als „Hotel Prinzenpalais“ mit der „Weinstube Flenker“ genutzt wurde.
Im Laufe des Ersten Weltkrieges diente das Prinzenpalais unter anderem als Lazarett.
In den 1950er Jahren übernahm Anna-Marie Ehlert geb. Flenker das Prinzenpalais durch Erbschaft.
Der Hotel- und Restaurantbetrieb im Prinzenpalais wurde in den 1960er Jahren mit dem „Club 60“, dem ersten Jazzclub Schleswig-Holsteins, ergänzt.
Am 23. November 1979 verkaufte Karin Hinrichsen geb. Ehlert das ihr zuvor von ihrer Mutter übertragene Prinzenpalais an das Land Schleswig-Holstein.
Im Jahre 1980 wurde das Gebäude entkernt und nach 13-jähriger Planungs- und Bauzeit am 17. September 1991 seiner gegenwärtigen Bestimmung als Landesarchiv Schleswig-Holstein übergeben. Das Archiv der Christian-Albrechts-Universität zu Kiel wird bereits seit 1934 als Depositum im Staats- bzw. Landesarchiv verwahrt. 1991 zog es mit ihm von Schloss Gottorf ins Prinzenpalais um. Seit 1992 ist auch die Forschungsstelle für regionale Zeitgeschichte und Public History in einem Flügel des Palais untergebracht.
- Kaufvertrag des Prinzenpalais in Schleswig 1912, Adolf und Christian Flenker
- Briefpapier um 1910
- Kaufvertrag 1979